# Francão II de Narbona
Francão (II) (em latim: Franco; em catalão: Francó) foi um visconde, possivelmente do Viscondado de Narbona, no início do século X. Algumas reconstituições o colocam como supostamente filho ou neto do vidama Francão I. Seja como for, desposou a nobre Arsinda, filha de Suniário II, e gerou Odão e Volverado. Se sugere que talvez tenha sido visconde em Narbona, pelo menos durante alguns meses em 918/9, entre o governo de Alberico II e seus filhos. Outros preferem assumir que era visconde de Ausona.